# Bephrata nepalensis
Bephrata nepalensis är en stekelart som beskrevs av Durgadas Mukerjee 1981. Bephrata nepalensis ingår i släktet Bephrata och familjen kragglanssteklar. Inga underarter finns listade.